# 15631 Деллоруссо
15631 Деллоруссо (15631 Dellorusso) — астероїд головного поясу, відкритий 24 квітня 2000 року.
Тіссеранів параметр щодо Юпітера — 3,222.